# Shinzaburō Iketani
Iketani Shinzaburō 池谷 信三郎; 15 octobre 1900 dans le quartier Kyōbashi-ku  de la ville de Tokyo (à présent Chūō, Tokyo), préfecture de Tokyo - 21 décembre 1933) est un dramaturge et écrivain japonais.

## Biographie
Iketani commence à publier des chōka dans la revue des anciens élèves de son lycée. Il étudie le droit à l'université de Tokyo et à l'Université Humboldt de Berlin. En 1922, il s'inscrit à l'Université, mais un an plus tard se rend à Berlin où, encouragé par son ami d'école et mentor Murayama Tomoyoshi, il s'intéresse à l'art européen.
En raison du séisme de 1923 de Kantō et de la perte de sa maison de ses parents Iketani rentre au Japon en 1923. Ses expériences pendant le séjour à Berlin transparaissent dans son roman Bōkyō paru en 1925. En compagnie de Murayama il fonde la troupe théâtrale Shinza (心座) avec laquelle il donne la pièce Sangatsu sanjūni nichi. En 1930, il écrit Kawahoriza (蝙蝠座) en collaboration avec Seiichi Funabashi. Iketani meurt de tuberculose en 1933.
En 1936, Kan Kikuchi, le président des éditions Bungei Shunjū, fonde le prix Shinzaburō Iketani, attribué depuis 1942.

## Œuvres

### Romans
- 1925 Bōkyō (望郷)
- 1927 Hashi (橋)
- 1928 Yūkanfujin (有閑夫人)
- 1932 Yanagi wa midori (柳はみどり)

### Pièces
- Sangatsu sanjūni nichi (三月三十二日)
- Aranda ningen (おらんだ人形)

## Source de la traduction
- (de) Cet article est partiellement ou en totalité issu de l’article de Wikipédia en allemand intitulé « Iketani Shinzaburō » (voir la liste des auteurs).